# 額尊鎮區
額尊鎮為緬甸曼德勒省敏建縣的鎮區。2014年人口124,233人，區域面積960.18平方公里。該鎮下分137個村里。額尊為該鎮之首府。